# Självmål
Självmål är en sportterm i bollsporter, då det egna laget råkar få in bollen/pucken i egen målbur. Målet/poängen går vid självmål till motståndarlaget.

## Självmål i olika sporter

### Fotboll
I fotboll noteras självmål.
Om en anfallande spelares skott skulle ha hamnat utanför målramen, och den försvarande spelare ändrar bollbanan in i mål, brukar det räknas som självmål. Fifas regelverk har dock inga regler för vad som räknas som självmål eller ej, och det brukar vara domaren som får avgöra detta i sin matchrapport.
För att det skall räknas som ett självmål, skall försvararen göra någon aktiv handling som får in bollen i det egna målet. Faktumet att en (försvarande) spelare är den siste att röra bollen innan den går in i det egna lagets mål, innebär inte att målet automatiskt registreras som ett självmål. Om en anfallande spelare skjuter bollen mot motståndarens mål och bollen skulle ha gått innanför målramen innan den tar på en försvarade spelare, som ändrar bollens riktning in i mål, räknas det ej som självmål. Likt en målvakt som rör bollen innan den går i mål tilldelas självmålet ej till målvakten.

### Ishockey och bandy
I ishockey och bandy noteras inte självmål. Istället noteras den i motståndarlaget som målskytt, som sist hade pucken/bollen.